# ألان مايكلسين
ألان مايكلسين (بالدنماركية: Allan Michaelsen)‏ (2 نوفمبر 1947 بكوبنهاغن في الدنمارك - 2 مارس 2016) هو مدرب كرة قدم ولاعب كرة قدم دانمركي في مركز الوسط. شارك مع منتخب الدنمارك تحت 19 سنة لكرة القدم ومنتخب الدنمارك تحت 21 سنة لكرة القدم ومنتخب الدنمارك لكرة القدم. أما مع النوادي، فقد لعب مع آينتراخت براونشفايغ ونادي بولدكلوبين 1903 ونادي كياسو ونادي نانت وØsterbros Boldklub ‏ وSfB-Oure FA ‏ وبولدكلوبن 1909 ‏.

## وصلات خارجية
- ألان مايكلسين على موقع قاعدة بيانات كرة القدم.إي يو (الإنجليزية)
- ألان مايكلسين على موقع بيانات كرة القدم. دي إي (الألمانية)
- ألان مايكلسين على موقع ناشيونال فوتبول تيمز (الإنجليزية)
- ألان مايكلسين على موقع عالم كرة القدم.نت (الإنجليزية)